# Török István (színművész, 1789–1851)
Török István (?, 1789 – Kolozsvár, 1851. június 17.) színész, ifj. Török István színész apja.

## Életútja
1810-ben lépett színpadra Kolozsvárott, majd 1821-től a Farkas utcai színháznak volt a tagja. Az 1820-as években Kolozsvár városi írnokaként működött. (A Magyar színházművészeti lexikon szerint bizonytalan, hogy később újból színpadra lépett-e, hogy azonos-e azzal a Török Istvánnal, aki 1834-ben a miskolci társulat tagja volt, majd egy délvidéki turnét követően 1837-ben visszament Kolozsvárra.) Fiatal hősöket formált meg és énekesjátékokban is felbukkant. Az 1810-es évektől két műfordítását is előadták, az erdélyi témájú Szebeni erdőt (Caigniez–Weissenthurn) és a Ziegler-féle Magyar insurgenseket. 1851. június 17-én, 62 évesen hunyt el bélsorvadásban, 1851. június 19-én helyezték örök nyugalomra.
Kézirati munkája: Szebeni erdő, színjáték 4 felv. Veisenthurn asszony után ford. (Előadatott Budán 1836. júl. 17.).

## Fontosabb szerepei
- Macduff (Shakespeare: Macbeth)
- Laertes (Shakespeare–Schröder: Hamlet)
- Cassio (Shakespeare: Othello)
- Mandolino (Henneberg–Schikaneder: Csörgősapka)
- Pikkó (Hafner–Chudy J.: Pikkó herceg és Jutka-Perzsi)
- Frigyesi Elek (Holbein)